# Uroplatus sikorae
Gecko-mousse à queue foliacée
Espèce
Statut de conservation UICN

 LC  : Préoccupation mineure
Statut CITES
Uroplatus sikorae, le Gecko-mousse à queue foliacée, est une espèce de geckos de la famille des Gekkonidae.

## Répartition
Cette espèce est endémique du Sud et de l'Est de Madagascar.

## Habitat
Elle vit à hauteur moyenne dans les arbres de la forêt tropicale humide. Ces geckos descendent rarement au sol.
Cette espèce est fortement inféodée à son biotope, les forêts tropicale humide de Madagascar. Celle-ci étant menacée, cette espèce l'est également.
Il vit dans un climat humide, avec une hygrométrie proche de 80 % à certains moments de la journée. La température est assez clémente pour une zone tropicale, variant entre 22 et 28 °C au maximum. Les nuits sont douces, avec une température généralement proche de 20 °C.
L'hiver est très clément, avec des températures un peu plus basses (de quelques degrés) et une durée du jour un peu plus courte.

## Description
C'est un gecko nocturne et arboricole.

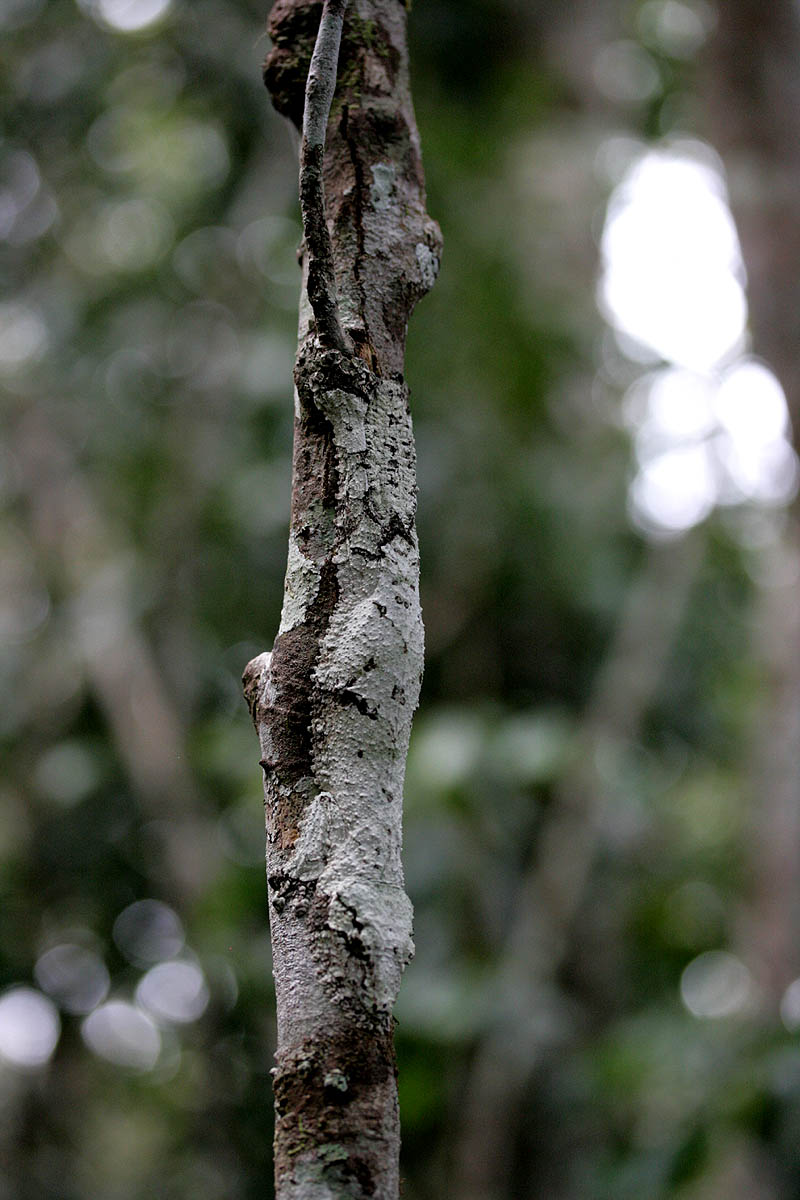
Uroplatus sikorae camouflé sur une branche.
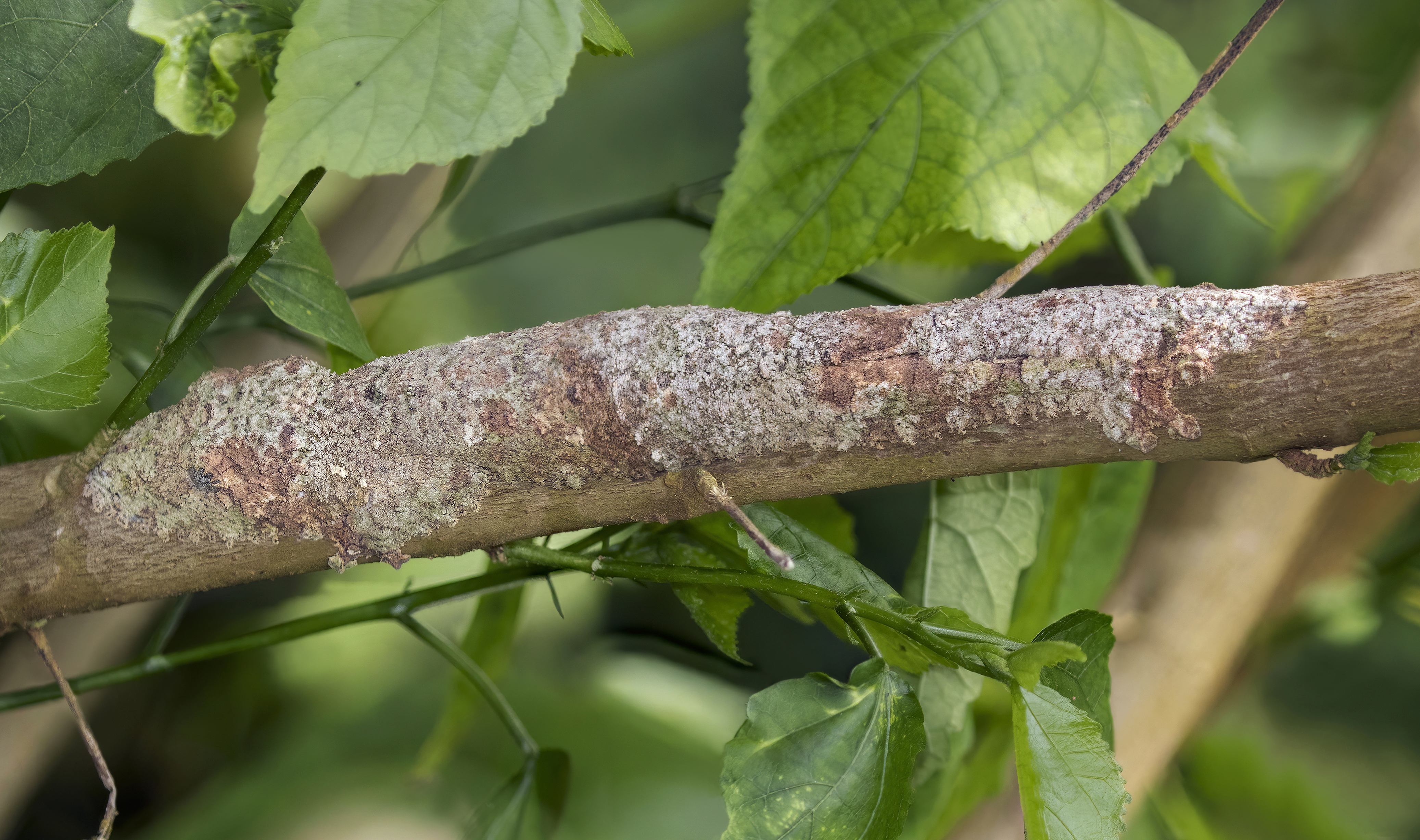
Un Uroplatus sikorae camouflé dans le parc national de la Montagne d'Ambre (Madagascar).
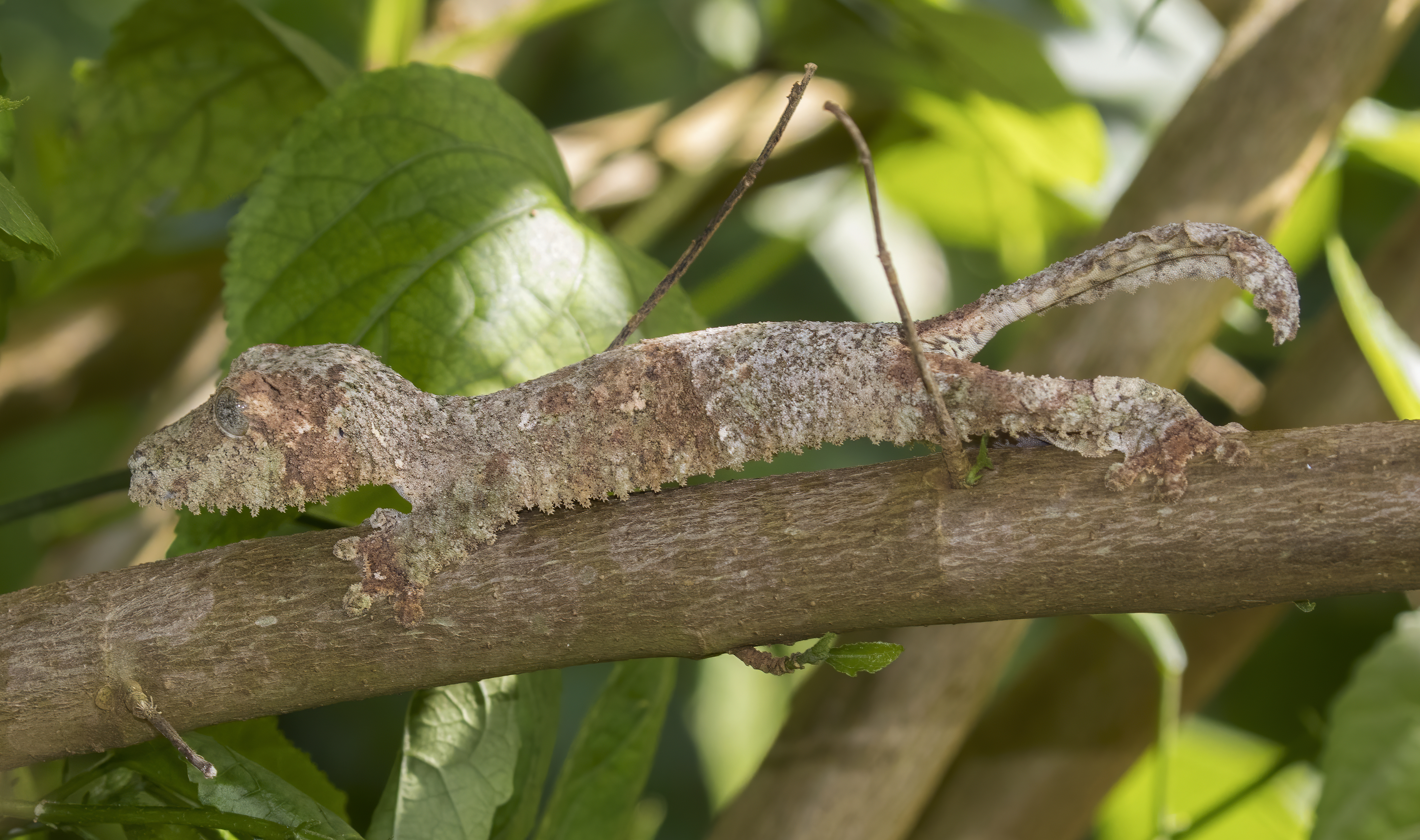
Le même plus visible.

Il est assez grand pour un gecko avec un aspect trapu et une queue allongée, en spatule.
La tête est assez massive, crocodilienne. Le tour du corps et de la tête présente un ourlet de peau irrégulier, qui se plaque sur le support où se trouve l'animal, brouillant ainsi les bords de son corps et le rendant difficile à repérer.
De plus les couleurs et les motifs de la peau contribuent au camouflage. Cette espèce présente une grande variété de couleurs : noir, brun, beige, blanc, vert pâle, voire orange. Les motifs prennent la forme de bandes, de taches, imitant le lichen, l'écorce d'arbres…
Le mâle se différencie de la femelle grâce à la présence de deux poches latérales à la base de la queue, logement des hémipénis.
Ce sont des geckos très calmes, qui comptent plus sur leur camouflage que sur leurs déplacements. Ils sont strictement immobiles le jour (sauf s’ils sont dérangés) et lents la nuit. Ils peuvent par contre se déplacer par bonds et grimper sur tous types de surfaces (arbres, rochers).
Les mâles sont faiblement territoriaux.

## Alimentation
Ces geckos sont insectivores et consomment la plupart des proies ayant une taille adaptée (blattes, araignées, …). Ils peuvent à l'occasion attraper de petits vertébrés comme des reptiles, parfois des petits de leur propre espèce.
Ils attrapent les proies qui passent à leur portée sur les branches, et sinon guettent les insectes au sol depuis des branches basses et se laissent tomber dessus pour les capturer.

## Reproduction
Les reproductions ont lieu au printemps, à la sortie de l'hiver de l'hémisphère sud.
Les femelles pondent leurs œufs dans le sol, légèrement enterré ou parfois collés à une branche basse, dans une zone protégée, sous des feuilles, à la base d'arbres ou de plantes.
Les œufs sont pondus en général deux par deux, tous les quinze jours à trois semaines, pour un total de six à huit œufs en moyenne.
L'incubation dure entre deux et trois mois. Cette durée est d'autant plus courte que la température moyenne est élevée. Il ne semble pas y avoir d'influence de la température sur le sexe des embryons, comme c'est le cas chez d'autres reptiles (certains geckos, crocodiles ou tortues par exemple).
Les petits ont le même régime alimentaire que les adultes, bien qu'ils consomment des proies plus petites. Ils ne commencent à s'alimenter qu'après leur première mue, qui a lieu quelques jours après la naissance. Il semble y avoir un fort taux de mortalité chez les jeunes : prédation mais aussi morts dues à une constitution trop faible.

## Maladies
Ces geckos peuvent subir diverses parasitoses internes ou externes. Les parasitoses externes sont principalement de deux types :
- les tiques, petits animaux suçant le sang ;
- les parasites sous-cutanés, petits vers vivant sous la peau et repérable par les boules qu'ils forment sous la peau.

Les parasitoses internes résultent d'un déséquilibre, à la suite d'un stress, à une blessure ou à des conditions externes s'écartant des conditions idéales, qui favorise la prolifération de bactéries nativement présentes dans l'organisme (principalement les voies digestives).

## Taxinomie
La sous-espèce Uroplatus sikorae sameiti a été élevée au rang d'espèce.

## Étymologie
Cette espèce est nommée en l'honneur de Franz Sikora (1863–1902).

## En captivité
Cette espèce se rencontre en terrariophilie. Comme tous les membres de ce genre, elle est délicate à maintenir en captivité. Les difficultés sont sa faible tolérance aux variations d'humidité et de température. En particulier des températures supérieures à 30 °C peuvent lui être fatales, ce qui rend délicat son élevage dans des régions chaudes.
Depuis 2005, cette espèce est soumise à CITES, c’est-à-dire que chaque animal doit obligatoirement être fourni avec un numéro d'identification d'importation ou un certificat de naissance en captivité. De plus les exportations depuis Madagascar sont quasiment stoppées à destination de l'Europe (depuis 2007 environ).

## Publication originale
- Boettger, 1913 : Reptilien und Amphibien von Madagascar, den Inseln und dem Festland Ostafrikas. in Voeltzkow, Reise in Ost-Afrika in den Jahren 1903-1905 mit Mitteln der Hermann und Elise geb. Heckmann-Wentzel-Stiftung. Wissenschaftliche Ergebnisse. Systematischen Arbeiten. vol. 3, no 4, p. 269-376 (texte intégral).